# Wonderland ONLINE
『Wonderland ONLINE』（ワンダーランド・オンライン）は、かつて株式会社ベクターが運営していたMMORPG。以前は、ベクター社の子会社である株式会社ベルクスが運営していたが、2009年2月1日にベクター社と合併し、それに伴い運営も引き継がれた。Gamespace24は、ベクター社のオンラインゲームコンテンツの総称であり、ゲームを行うための会員ID取得、課金のチャージなどを行うサイトとなっている。最終バージョンのサブタイトルは、「運命の女神」。2013年9月24日にサービスが終了した。サービス期間は4年9ヶ月。開発元のchinesegamer社の台湾、香港のサーバーでは現状でもサービス中である。台湾版については最後に記述した。

## 概要

### 世界観
Wonderland ONLINEは、過去と現在が入り混じった混沌としたワールドである。文明が古代のものから我々の時代まで混在するので、特定の時代設定にはなっていない。主人公キャラクターは豪華客船の事故からこの世界に放り出される。コロンブス、ライト兄弟のような歴史上の人物も登場するが、ほとんどはオリジナルの人物である。主人公キャラクターは複数の人物から「救世主」と呼ばれ、この世界を救うために仲間と共に戦い、強大な敵、冥王ホルトを倒すのがこのゲームの最終的な目的となっている。なお、第一章のサブタイトルである「暗黒の禁術」とは、冥王を復活させる禁断の秘術のことを指す。
ゲームの開発元は台湾の会社であるが、ワールドマップには日本が存在し、京都、邪馬台国などに行くことができる。時代設定は江戸時代以前であり、敵に忍者、力士、ヤマタノオロチ、九尾の妖狐なども現れる。

### 2D画像のMMORPG
最近は3DのMMORPGが多く、PCもそれなりの高速なCPUと、ビデオメモリーも64MB以上を要求しているものが増えている。もちろん新型のPCのほうが高速に動作するが古いPCを長く使っている人でもストレスなく動作するオンラインゲームである。ビデオメモリーは32MB、回線速度は、ISDNの64Kbps、アナログモデムの56Kbpsでの動作も確認されている。画面の動作に若干遅延はあるが、ゲーム上の多くの動作に問題はない。
なお、Windows Vista、Windows 7での動作は公式サイト上に説明があり、特定の設定を行うことによって動作は可能になる場合があるとなっている。動作の保証はできないという意味である。Windows 2000での動作も以前は可能であったが、現在は動作不可になっている。
プレイヤーキャラクターは小さめだが、女性は美少女系、男性はハンサム系で日本のアニメーション嗜好に合わせている。装備した武器や防具がキャラクターの見た目に反映されるのも特徴である。人型のNPCは、概ね装備した武器のみが見た目に反映される。モンスターと呼ばれる人型以外のNPCは、装備が見た目に反映されない。仲間にできるNPCは概ね人型だが、シャルロットのようにモンスター扱いのNPCもいる。

### 声優の採用
主人公キャラクターと、「星宿」と呼ばれるNPCに声優を採用している。声優がゲーム内で喋るのは、戦闘時と、特定のクエスト中である。ストーリー上重要なクエストでは、主人公と星宿NPC以外のキャラクターも喋ることがある。戦闘中はキャラクターが攻撃するとき、ダメージを受けたとき、戦闘勝利後に喋る。主人公キャラクターによってはHP(ヒットポイント)がゼロになり戦闘不能になると「きゃーっ」と悲鳴を上げて倒れる場合もある。なお、クエスト中は聴力に障がいがある人でも画面上に大きな文字で会話の内容が表示される配慮がされているが、主人公の名前が会話の中に入る場合は、表示される会話内容とキャラクターが喋るセリフに若干の差異がある。

### 大型アップデートと今後の実装予定
Wonderland ONLINEは、大型アップデートが実装されるたびに、サブタイトルとタイトルロゴを変更している。サブタイトルの変遷及び大型アップデートの実装日は以下の通り。
- 第一章「暗黒の禁術」（運営開始時 - ）
- 第二章「妖精たちの伝承」（2008年4月25日 - ）
- 第三章「聖殿の守護者」（2008年9月4日 - ）
- 第四章「王者の栄光」（2009年4月16日 - ）
- 第五章「運命の女神」（2009年12月3日 - 現在）

プレイヤーからはサービスが終了するのではないかとの問い合わせが寄せられたことがあり、これに対しベクター社は、サービスを終了する予定はないことや追加のアップデートを行う意向であることを発表したがその後3年以上大型アップデートが行われることなく、2013年9月24日にサービス終了となった。

## ゲームシステム

### テントと製作
各プレイヤーは、持ち運びが可能なテントを所持することができる。見かけはテントだが屋内には製作器具、家具などを製作で作り置くことができる。テントは個室だが、他人も入ることができる。他人を立ち入り禁止にするアイテムも製作で造れるので、友達をテントに呼んで立ち入り禁止にすると、完全な個室になる。テント内の会話は外にいる人に聞かれることはない。
テント内のアイテムはプレイヤー本人のみしか移動、持ち出しができない仕様になっているため、他人に盗られることはない。テントの奥行きを拡張したり「階段」や「エレベーター」を作ることによって2階に部屋を作ることもできる。製作中はプレイヤーは床に座った格好になり、移動ができなくなるが、有料アイテムの「メイドロボ」を購入してテント内に設置すると仲間にしたNPCに製作を依存できるようになるため、プレイヤーは移動が可能になる。テント内に自動販売機、商品棚などを設置してアイテムを無人で販売することもできる。テントは簡単なクエストで入手可能である。

### 自動リモコン
戦闘時の自動操作を可能にするもの。使うと敵と遭遇した際に戦闘を自動的に行ってくれる。簡単なクエストで入手できるが、より高度な戦闘設定が可能な上級設定も可能になっている。戦闘の際に攻撃技を指定できたり、戦闘中にキャラクター、NPCのHPなどを回復できる。
なお、ベクター社はこの自動リモコン以外の自動外部操作を規約により禁止しているので自分で自動操作のソフトを作って操作したり、または販売されている外部操作ソフトを使用すると規約に触れて警告されたりキャラクターの使用禁止処置が取られることがある。

### 合成
合成は2つ以上のアイテムを組み合わせて別のアイテムを作り出すものである。材料として用いられたアイテムは消失し、新しいアイテムが1種類合成される。アイテムの中には合成の材料とすることができないものも存在する。
合成に関係する「錬金百科」というアイテムや、「初級錬金術」・「中級錬金術」・「上級錬金術」といったスキルが存在し、これらは合成結果に影響を与える。

### 乗り物
乗り物はマップを移動する手段の一つであり、テント内で製作することで入手できる。乗り物は複数の種類があり、特定の乗り物を使用しなければ行けない場所が存在する。乗り物には耐久度が設定されていて、カヌー、いかだは使い捨てで燃料を必要としない。耐久度がゼロになれば壊れて消失する。他の乗り物は燃料を補充すれば耐久度を減らさずに使うことが可能となる。乗り物の製作には設計図が必要で、主にクエストの報酬として入手する。また、乗り物専用の保管庫である「車庫」というアイテムが存在する。
製作以外で乗り物を入手する手段として「引替券」が存在する。引替券とは設計図がなくとも乗り物が手に入るアイテムで、現在「クルマ」・「バイク」・「クルーザー」の3種類が実装されている。

### 定期イベント
Wonderland ONLINEでは毎週定期イベントが開催されている。定期イベントは曜日ごとに内容が決まっている。各曜日に開催されている定期イベントは以下の通り。
- 月曜日 宝強奪大作戦
- 火曜日 みんなで4択クイズ
- 水曜日 なぞなぞ
- 木曜日 なし
- 金曜日 15ステージ挑戦
- 土曜日 チーム戦
- 日曜日 攻城戦・黄道十二宮

## キャラクターの選択と属性
キャラクターを始めに作る際に、14人のキャラクターから1人を選ぶ。男性4人、女性10人で、それぞれ子供から成年までの設定となっている（実際にはもう1人、ブレイヤという女性キャラクターを選択できるので計15人）。後から変えることは不可能。容姿は服、武器などで容易に変更可能である。属性は以下の4つから選ぶことができる。
風属性
戦闘時の行動速度の速さに特化した属性。敵より先手を取って攻撃したり、麻痺をかけて動きを止めることができる。
風属性の特権は極風の指輪を装着するか、転職後のナイト、セージはマントを装着すればSPDが2倍になる。ソーサラーはマントがMATK増加、クレリックはMDEF増加になるため、SPD2倍の効果はない。
水属性
主に補助スキルを生かす属性。敵の動きを止めたり、攻撃力を下げたり、また戦闘中にヒットポイントがゼロになり戦闘不能になったキャラクターやNPCを蘇生できるのが特徴。
土属性
攻守ともにバランスは良い。敵の動きを最大4ターン止める「石化」及び、敵の物理攻撃を無効にする「大地の鏡」といったスキルがある。
火属性
攻撃に特化した属性。クエストにより攻撃力を3倍に上げるスキル、熱火呪を取得できる。転職するとサムライは、火属性に限らないが「暗殺」というスキルをクエストによって取得できる。
敵に対する攻撃、ダメージの強弱
各属性には攻撃に対して強弱が設定されている。敵にも属性が設定されている。風の強は土・弱は火、火の強は風・弱は水、水の強は火・弱は土、土の強は水・弱は風、という具合に設定されている。強属性の敵に攻撃するとダメージが大きく、弱属性の敵に攻撃するとダメージは半減以下になり、攻撃を受けるとダメージが大きい。

### キャラクターのステータス
キャラクターには作成時、及びレベルアップ時にステータスポイントが与えられ、このポイントでステータスを上げることによりキャラクターを成長させることができる。ステータスポイントによって上げることができるステータスは以下の5つである。
STR（力）
このステータスを上げると、ATK（攻撃力）が上昇する。
CON（体力）
このステータスを上げると、DEF（防御力）が上昇する。また、最大HPが増加する。
INT（知力）
このステータスを上げると、MAT（魔法攻撃力）が上昇する。封印スキルを含めた魔法攻撃の命中率、回避率にも影響がある。
WIS（知恵）
このステータスを上げると、MDF（魔法防御力）が上昇する。また、最大SPが増加する。
AGI（敏捷）
このステータスを上げると、SPD（戦闘速度）が上昇する。
両方の攻撃を最強にすることはステータス値のバランスから言って不可能である。魔法攻撃はINTを振ればより強力な攻撃スキルを取得できるが、物理攻撃は属性によってSTR以外の値も必要になる場合がある。STRのみの依存は火属性だが、風属性の場合STRよりもAGIに振らないとスキルを取得できない。敵の動きを止めたりする場合の補助スキルはWISの値に振ることによって取得可能である。
ポイントはレベル100まで計302ポイントが与えられる。転職するとレベル1に戻されるがステータス値はそのままでその後も3ポイントずつ与えられるため、キャラクターの成長を早くできる。

## クエスト
クエストは以下のいくつかの種類に分類される。現在270種程度のクエストがある。主人公キャラクターが行う探求、冒険である。クエストで未消化のものは画面の右にある地図表記に黄色の「？」で表示されることもある。基本的なクエストは公式サイトにも解説されている。
NPCを仲間にするもの
ニースのように話しかけるだけで仲間にできるもの、レイチェルのように簡単な戦闘で仲間にできるもの、アンジェラのようにその過程で移動手段となる特別な乗り物が必要になるもの、フリードのように複数の戦闘を経由し、かつNPCを2体犠牲にする必要があるものなど難易度が非常に高いものもある。レイチェルはストーリー上、フリードと敵対する。
戦闘なしでアイテムなどが得られるもの
テント、自動リモコンなどの取得がこれに相当する。NPCから特定のアイテムを集めるように指示されることや、特定のモンスターを捕まえてくるように指示されることもある。
戦闘で敵を倒しアイテムや経験値を得るもの
レベルが低いキャラクターでも容易にできるものから、敵が強く高い難易度のものまで、このゲームの主なクエストはこれである。
ミニゲームをしてアイテムを得るもの
もぐら（うさぎ）叩き、ドッジボールなどがある。これも種類が多いが、中には画面に表示された複数の数字を記憶して答えるという難易度の高いものもある。
スキルを取得するクエスト
敵のHP、SPを吸収するもの、弓で敵全体を攻撃するもの、キャラクターの属性や職業に応じたスキルを取得できるものなどがある。竜魂スキル、職業スキル、五聖獣の裁きは、転職者4人で戦闘しないと取得できないほどに難易度が高い。
クエストアイテム「星」を取得するもの
主に、スキルを取得する際、テントの奥行きを拡張する際、離別クエストを行ったNPCを復活させる際などの対価として用いる。

## 転職
プレイヤーキャラクターは、レベル100以上で受けることができるクエストをクリアすることで、6つの職業のどれかに「転職」することができる。クエストは、前提が1戦、本戦が5戦ある。転職クエストの前提で25%の経験値増加カプセル、本戦で5個のプレイヤーのステータスを調整する巻物を貰うことができる。
転職すると、ステータスは維持されたままレベルが下がる。レベル100以上はレベル1に、199はレベル100に下がる。レベルが下がることでレベルアップまでに必要な経験値の量も少なくなるため、転職せずにレベルを上げ続ける場合より育成が楽になるというメリットもある。ただし経験値が少なく済むのはレベル50程度までで、それ以降は未転職時より増えていく。
転職すると装備は、その装備レベルに達するまで装着できなくなる。
転職すると固有の称号と紋章、専用マントが与えられる。このマントは転職者専用で、装着していると転職者とわかるようになっており、その職の付加が付く(サムライならATK+10など)また、それぞれの職業が修得できるスキルが用意されている。
転職時にSTRがINTより大きければアタッカー系、逆にINTがSTRより大きければマジシャン系というように分かれ、更に3つの職業からプレイヤー自身が選択できる。STRとINTが等しい場合にのみアタッカー系とマジシャン系の選択ができる。各職業と特徴、職スキルは以下の通り。
アタッカー系
サムライ=ATK10%増加の攻撃特化。職スキル「暗殺」は、封印状態の敵に2000追加のダメージを与える無属性攻撃。
ウォーリア=DEF10%増しの防御特化、職スキル「聖殿の盾」は、単体魔法を反射するパリアを張る。
ナイト=SPD10%増しの速度特化。職スキル「騎士道精神」は、味方縦3体に、状態異常を防ぐバリアを張る。
マジシャン系
ソーサラー=MATK10%増しの魔法攻撃特化。職スキル「呪詛」は、敵1体に、被ダメージ量1.5倍になる呪いをかける。
クレリック=MDEF10%増しの魔法防御特化。物理防御も増加。職スキル「安息の祈り」は、HPゼロで倒れている敵の復活を阻止。
セージ=SPD10%増しの速度特化。職スキル「復活の予言」は、味方1体の状態異常を解除する。

## 転生
第五章より、転生システムが実装された。転生とは星宿NPCをパワーアップさせるシステムで、転生させたい星宿NPCの星宿(死亡)クエストをクリアした後、「星」を用いて復活させる・レベルを100まで上げる、という2つの条件を満たすことで可能となる。転生したNPCはステータスが大幅に上昇する。また、グラフィックや戦闘中のボイスなどが変化し、新しいスキルを修得する。転生前の専用装備は装備できなくなるが、転生NPC専用の装備が新たに手に入る。
死亡クエストというのは、その名の通り今まで苦労して育成したNPCが様々な理由によって死亡し、仲間から離脱するものである。死亡クエストは特に転生目的でなくても可能で、不要なNPCを死亡させ星を入手するだけにも利用できる。アイリーンを除くNPCはレベル1でも死亡クエストが可能であり、クエスト中にそのNPCを戦闘に出す必要はない。アイリーンのみ、プラズマチップ取得が前提となっているため、アイリーンをレベル40以上にしないと死亡クエストができない。
NPCの転生にクエストは必要はなく、特定の場所に行き、転生用NPCをクリックするだけで可能になっている。レベルは-99されて転生するため、レベル100ならレベル1に戻り、レベル115ならレベル16に戻される。この時点でステータスが大幅に向上するが、プレイヤーキャラクターとは異なり、どのステータスに何ポイント振るかということをプレイヤーが決めることはできず、その点は転生前と同じである。すべてのNPCは容姿か変わるが、プレイヤーキャラクターの転職と基本的には同じなのでレベル1に戻っても、いきなりレベルの高い狩場に行くことも可能である。ただし、装備には装着レベルがあるので装着不可能な装備も出てくる。転生前ほどレベル上げは苦労せず、レベル50くらいまでなら容易に上がる。専用装備は転生前と異なり、等級1。
現時点で復活に必要な星の最低はリン、マゼランで4個、最高はフリードの10個である。次いで多いのがサシャ、燕玲の8個。死亡クエスト時にも2、3個の星が入手できるが、例外的にナキラーのみ星が手に入らない。

## ギルド
ギルドはプレイヤーキャラクターの集団で、ゲーム内のグループである。多数のギルドが存在しているが、運営側はギルドの数は公表していない。創設時にゲーム内通貨で10000ゴールドが必要でキャラクターレベル20以上の場合に創設できる。その後1週間以内にレベル10以上のキャラクターを5人以上集めないと、ギルドは強制的に解散される。創設した人をギルド長と呼び、5人までの副長を指名できる。
ギルドの目的
キルドの主な目的は互いに助け合うことである。製作時のヒントや材料を分け合ったり、クエストをギルドのメンバーで消化したり、イベントにギルドメンバーで参加することなど。
ギルドチャンネル
ギルドメンバーにはギルドチャンネルという専用の会話チャンネルが与えられる。メンバーは他のギルドメンバーと会話することができる。この会話はギルドメンバー以外に聞かれることはない。ゲーム内には5つのチャンネルがあるがキャラクター同士はチャンネルが一致していないと会うことはできない。ギルドチャンネルの会話は各メンバーのチャンネルが異なっていても可能になっている。
紋章
専用の紋章を作り、これをキャラクターの頭上の、ギルド名の左に表示できる。
ギルドメンバーの一覧、専用メール、伝言
ギルドメンバーの一覧を見ることができる。キャラクターレベル、愛称、職業など。メンバーにメールを送ることもできる。伝言はギルドメンバーに伝えたいことを書くことができる。
ギルド長の権限
副長の指名、勧誘権限の指定、紋章の作成・編集権限の指定、ギルドの解散、メンバーの強制脱会、リーダー退位（他の人にギルド長の立場を譲る場合。ギルド長のいないギルドは存在しない）。
副長の権限
勧誘権限、紋章の作成・編集、メンバーの強制脱退。

## ゲームに対する課金
このゲームは、基本課金は無料となっている。ゲーム内で有料アイテムのショッピングモールなどを使用しない限り、課金はされない。
このコンセプトは、同じベクター社のネットゲーム童話王国からのものであるが同社のネットゲームには基本課金が必要のものもある。キャラクターを作成するためのIDの取得も無料である。
武器や防具などの有料装備はキャラクターのレベルに関係なく装備でき、段階的に強化チケットを使用して大幅に攻撃力、防御力を向上させたり、クリティカルの発生率を上げたり、弓に対する耐性がある敵を、強化することによって貫通し攻撃できるなどが可能。
ゲーム内で製造できる錬金装備用に金剛石という強化アイテムが存在する。金剛石は装備の性能を向上させることができ、一部を除いて錬金装備全般につけることができる。金剛石を入手するには有料のスロットを回す必要がある。現状で最高性能の金剛石は雷光の金剛石で、装備の性能を50向上させることができる。金剛石は1つの装備に1つしかつけることができない。
また斬空石という強化アイテムも存在する。斬空石は武器にクリティカルを付与することができるが、当然のことながら武器用で防具にはつけることができない。同様に斬空石を入手するには有料のスロットを回す必要がある。なお斬空石と金剛石を1つの武器に同時につけることはできない。
金剛石とは別に錬金装備の性能を向上させる方法として鍛錬というものがある。鍛錬も有料ではあるが金剛石と違い強化に上限はない。鍛錬は初回は必ず強化に成功し、次からは一定の確率で強化に成功する。ただし強化に成功した装備ほど次に成功する確率は低くなる。
覚醒値という数値はオーラ丸薬によって上げることができるが、失敗すると覚醒値が1下がる。後に潜在オーラー丸薬が販売され覚醒10以上で使用でき、失敗はするが低下しないだけである。クエストなどで得られる絶対オーラ丸薬は失敗せず必ず1上がる。覚醒値を10まで上げるとプレイヤーキャラクター、NPC共に各ステータス値が+31、覚醒値11で+39、覚醒値12で+48される。
武器、防具は戦闘により消耗した場合、これも有料アイテムの瞬間接着剤、修理レンチで修理する。
最大強化するには強化チケットを55枚必要とする。+10まで強化できるが弓は+6、吸引カップは+4までしか強化できない。1枚250WPであるから+10まで強化すると13750WPかかることになる。

## 経験値取得の一部仕様変更
ゲーム上の経験値取得の一部仕様変更で誤りがあり2008年3月運営側は誤りとして認めたが、特定の条件下で複数のキャラクターで狩りをすると、通常の数十倍の経験値が得られるというものであった。開発元の台湾のWonderland ONLINEでは修正が行われていない。ベクターが開発元と協議し、キャラクターの急激なレベルアップを防ぎ、複数のキャラクターとチームを組めない人もいるからそういった人との格差をなくし、更にはレベルアップに必要な有料アイテムの販売を促進することも目的の1つであった。

## 有料アイテムの不正販売
特定のキャラクターが不正に有料のアイテムを大量に入手し、これを露天などで売ることが大きな問題になっている。これは、公式サイトにも掲載されているが、ゲームバランスを大きく崩す行為である。そのため、運営はアカウント即時削除などの厳正な対処を行っている。現在までに500人以上がアカウントの停止処分を受けている。
ただし、売った側だけではなく、不正販売と知らずに買った側もアカウント停止の対象になる。運営としては、両者が無関係であるかが外見では判別できないため、一時的にアカウントを停止して事情聴取をする必要があるためによるものである。誤って不正品を購入したプレイヤーの場合、サポートメールで入手経路を証言すれば、翌週から数週後のメンテナンス時にアカウントの停止は解除される。

## キャラクター

### プレイヤーキャラクター
プレイヤーキャラクターは、初期に与えられた服を着せた状態で星宿と呼ばれるNPCのボイス付きクエストを進行させると、その上半身の姿が画面に表示される。初期の服以外では顔だけが画面に表示される。上半身を表示させるには服だけで良く、帽子、靴などは必要はない。
クローズドβ開始時点から使用可能
シド：緑川光ボクサー。初期スキルは火属性近接物理攻撃「トリプルブロウ」
バネッサ：神田朱未スタイル抜群の女子高生。可愛らしさと気丈さの両面を見せる。時折、一風変わった発言をすることがある。初期スキルは風属性近接物理攻撃「往復ビンタ」。
ロコ：佐藤朱動物好きで会話ができる少年。初期スキルは、土属性遠距離物理攻撃「わんおーわん」。実際に犬が飛びだして攻撃する。
ベティ：野中藍自分のことを「ボク」と呼ぶ少女。サーカス育ちで運動神経抜群という設定だが特にSPDが伸びるわけではない。初期スキルは火属性「トリックタップ」。
イリス：堀江由衣成人の美しい女性で、客船の案内係という設定。しっかりとした性格で強気の面もよく見せる。初期スキルは、風属性遠距離物理攻撃の「機銃掃射」。
ダニエル：置鮎龍太郎気の向くままに旅をする青年。クエストによっては訪れた国のことを思わせるような台詞を言う。初期スキルは土属性、近接物理攻撃の「当て身投げ」。柔術の使い手でもあり、初期スキルもそれにちなんだものである。

2007年11月20日（オープンβテスト開始時点）に実装
ニナ：今野宏美NPCリンと同じく幼い少女で、この世界に送られた運命は悟っており、弱気な面は見せない。初期スキルは火属性、遠距離魔法攻撃の「ラブリィキッス」。MATK依存で、転職しMATKを1000以上にすると強力な攻撃力が得られる。
マリア：前田愛成人の女性で、お色気も強い。看護士という設定。初期スキルは「応急手当」で、回復補助スキルなので攻撃はできない。MATK依存のスキルなので、転職を経た後であればそれなりに回復する。
リカ：小松由佳姉御肌な女性レーサー。初期スキルの水属性物理遠距離攻撃「ライドアタック」では、レースカーで相手を撥ね飛ばす。
ジェシカ：久川綾音楽の才能を持つお嬢様。ペットに関する資格を持っているらしい。初期スキルは土属性魔法遠距離攻撃の「グラーヴェ」。
モア：中尾良平物腰柔らかなバーテンダー。女性であれば種族不問どころか、無機物であっても口説き文句を口にする。時折カクテルを例えに出したり、キツい嫌味を言うこともある。初期スキルは火属性魔法遠距離攻撃「スピリタス」。
鶴子：安田美和関西弁を喋る、のんびりとした口調のお嬢様。クエスト習得のスキルでダジャレを口走ることがある。初期スキルは火属性魔法遠距離攻撃の「焔舞（ほむらまい）」。初期スキルの中では威力が高めに設定されている。

2008年1月10日に日本独自要素として実装
十蔵：石川英郎初期スキルは火属性物理近接攻撃の「大工ハンマー」。
かりん：名塚佳織フルネームは「かりん・リープトルート」。日独ハーフのお嬢様。普段はどことなく冷たく高飛車だが、イベントで心優しい一面を見せる。初期スキルは風属性物理近接攻撃の「仰せのままに」。このスキルに限り、執事を呼び出して攻撃させる。

2008年4月1日に実装
ブレイヤ：大本眞基子特殊なキャラクターで、初期に選択できるキャラクターには含まれていない。初期スキルは風属性遠距離物理攻撃の「エアーソーサー」。

### NPC（ノンプレイヤーキャラクター）
レイチェル：相沢舞
火属性。クラン村の村長の娘。父曰く、我儘に育ったらしい。リン、ニース、クリフ、フリードと他のNPCとの絡みが多い。ニース、ナキラー（ラジオのみ）には、お姉さんぶる一面も見せる。
序盤に簡単な戦闘で加入させられる。火属性と無属性の物理スキルを覚える。
リン：鎌田梢
土属性。クラン村の村民。祖母と二人暮らし。少々背伸びしたいお年頃らしい。村では迫害を受け、野盗に祖母を殺された。
序盤に簡単な戦闘で加入させられる。火属性魔法スキル「孤星」と土属性の補助スキル「大地の鏡」を覚えており、転生後に土属性魔法スキル「獄触浄裂」を覚える。
ニース：能登麻美子
水属性。言葉が通じない、記憶喪失の少女。ボイスも日本語ではない。
序盤に話しかけるだけで加入させられる。初期CONとSTRが全NPC中最低。最大で6体にダメージを与える「天雷」を持つ。
加奈子：冬馬由美
水属性。京都に住む狩人の女性。家族が少なくとも4人いる。家は貧しいようである。
1章で実装されたNPCの中では、固有装備が弓で、HP回復スキル「癒しの水」が使えるという独自性がある。
クリフ：稲田徹
風属性。元海賊。勇猛だが、クエストでは意外とキレ者の一面も見せる。
リンの加入が前提である。転生後に弓以外の物理スキルでは範囲が最大である「無限大暴れ」を覚える。
サシャ：立野香菜子
水属性。マヤの住民。活人祭の生贄となるところをプレイヤーキャラクターに救出され両親とは離別する。リンに次いで不幸度が高い。
ナキラーと同じく、物理スキルと封印系の補助スキルを持ち、転生後に魔法スキルを覚える。
マゼラン：非公開
土属性。陽気でお酒好きな船長。なぜか、4章まではクエスト以外は汎用ボイスの使い回しで、5章現在も公式サイトのキャラクター紹介に載っていない。
クリフの加入が前提である。
フリード：東地宏樹
火属性。冥王の手先として暗躍する謎の男であるが、加入するとレイチェルと共に闘うことを誓う。
レイチェルとリンとニースとクリフの加入が前提で、加入の過程でクリフとニースを離別させ、高難易度のクエストを多数クリアする必要がある。初期ステータスはアテナとヴィーナスに次ぐ高さで、強力な火属性魔法スキルを持つ。
シャルロット：小清水亜美
風属性。妖精の里に住む妖精の女の子。落ち着きのない性格をしている。
動物扱いで人型NPC用のHP増加等のバングルは使用できない。
コピュア：田村ゆかり
火属性。悪魔の女の子。勝気で口が悪いが、泣き虫の一面も見せる。
シャルロット加入クエストの道中にあるアイテムを持っていることが前提。命中率の極めて高い補助スキル「コンフューズ」を持つのが最大の特徴。
アイリーン：鹿野優以
土属性。宇宙人に培養されていた無口な少女。
レイチェル加入が前提。専用装備は高性能の銃。
ナキラー：伊藤かな恵
風属性。マヤの住民。16歳。兄が一人いる。
加入クエストの難易度が高い。サシャの項の通り、何かと共通点が多い。転生実装前も転生実装後もサシャと熾烈なポジション争いを繰り広げている。
アンジェラ：桑島法子
水属性。天使。主人公を助ける使命を帯びている。
シャルロット加入が前提。加入までに目立った戦闘はないが、製造に手間のかかる乗り物である宇宙着陸艇で月に行く必要がある。スキルレベルのみで効果が決まる高性能のHP回復スキル「聖癒の光」を持つ。
燕玲：釘宮理恵
火属性。鄭和の養女（という設定）。正義感が強いが、思慮に欠ける一面もある。
ルイス：杉田智和
水属性。ガンマン。陽気で軟派だが、キメるべき時には格好良くキメる。
固有装備は銃であり、スキルも銃を装備しないと使えない。
サールス：子安武人
水属性。獣人族の狼。古風な性格である。鈴音に想いを寄せられているが、本人は気づいていない。なお、ストーリーでは獣の姿に変身することもあるが、プレイヤーが任意に切り替えることはできず、平時は人間の姿のままである（これは鈴音も同様）。
疾風：相沢舞
風属性。くのいち。堅い性格だが、稀にデレる。
全てのスキルがカウンターを受けないという特徴がある。
鈴音：庄司宇芽香
風属性。獣人族の猫娘。落ち着きがなく、感情が豊か。サールスへのアプローチはなかなか報われない。
サールス加入が前提。物理スキルと封印系の補助スキルを持つ。
ヴィーナス：能登麻美子
水属性。愛と美の女神。
加入クエスト後にヴィーナスとアテナのどちらを仲間にするか選択するため、1人のプレイヤーが両方を仲間にすることはできない。また、2人とも仲間になった時点でレベル50である。
アテナ：中原麻衣
火属性。戦と知恵の女神。黄道十二宮のラスボスでもある。
初期ステータスが最も高いNPC。
ジャンヌ・ダルク：白石涼子
水属性。電波系の娘。
物理スキルを持つアタッカー。

### その他
- 村長：松村幸洋
- シフロ：志水結美
- 牛パンツ：小山剛志

## Webラジオ
『わんだー☆らじお』
- パーソナリティ：相沢舞（レイチェル 役）、伊藤かな恵（ナキラー 役）
- 配信サイト：音泉
- 配信期間：2008年5月7日 - 2008年7月31日

### コーナー
ふつおた
ふつおたを読んだり、フリートークをしたりするコーナー。
どっちを選ぶ？　私を仲間にしてちょうだい！
ゲストが演じいるキャラにふさわしいゲームを企画し、敗者には、次のコーナー終了まで正座をするという罰ゲームがある。
テント探訪！（隔週）
相沢か伊藤がプレイヤーのテントに遊びに行っちゃうというコーナー。
夢のショッピングネット☆ワンダ（隔週）
相沢が社長で伊藤がアシスタント。リスナーがゲームの内で、実現してほしいアイテムを送り、社長が頼み込みに行くというもの。初回から好評のコーナーである。
わんだーらんどインフォメーション
ベルクスの社員が「Wonderland ONLINE」の最新情報を知らせるコーナー。

### その他
- 第7回のOPはブレイヤが乗っ取った。
- パーソナリティ、及びゲストは全て青二プロダクションに所属する声優となっている。ただし11回目は、ぷろだくしょんバオバブの所属の声優である。

### ゲスト
| 回数   | 更新日        | ゲスト                        |
| ------ | ------------- | ----------------------------- |
| 第1回  | 2008年5月7日  | ―                             |
| 第2回  | 2008年5月14日 | 野中藍（ベティ 役）           |
| 第3回  | 2008年5月21日 | 前田愛（マリア 役）           |
| 第4回  | 2008年5月28日 | 小松由佳（リカ 役）           |
| 第5回  | 2008年6月4日  | 置鮎龍太郎（ダニエル 役）     |
| 第6回  | 2008年6月11日 | 今野宏美（ニナ 役）           |
| 第7回  | 2008年6月18日 | 大本眞基子（ブレイヤ 役）     |
| 第8回  | 2008年6月25日 | 緑川光（シド 役）             |
| 第9回  | 2008年7月2日  | 久川綾（ジェシカ 役）         |
| 第10回 | 2008年7月9日  | 安田美和（鶴子(つるこ) 役）   |
| 第11回 | 2008年7月16日 | 小清水亜美（シャルロット 役） |
| 第12回 | 2008年7月23日 | 神田朱未（バネッサ 役）       |
| 第13回 | 2008年7月30日 | Palette あい・あさ・ちか      |

## CD
大型アップデート「王者の栄光」リリースを記念したCDアルバム「わんだ☆For～Wonderland ONLINE」が発売されている。

### 収録曲
|    | タイトル         | アーティスト              |
| -- | ---------------- | ------------------------- |
| 1  | 始めのあいさつ   | 全員                      |
| 2  | いつかの誓い     | Brand New Vibe feat. HARU |
| 3  | 永遠のムコウ     | ナナカラット              |
| 4  | another scenery  | LANCER＞＞Bee             |
| 5  | キズナ           | THIRSTY POODLE            |
| 6  | Dream World      | Brand New Vibe            |
| 7  | いつかの誓い     | カラオケ                  |
| 8  | 永遠のムコウ     | カラオケ                  |
| 9  | another scenery  | カラオケ                  |
| 10 | キズナ           | カラオケ                  |
| 11 | Dream World      | カラオケ                  |
| 12 | 終わりのあいさつ | 全員                      |

## 台湾でのWonderland Online
開発元のchinesegamer international社が運用している。日本語版は終了したが台湾版はサービスを続けており小規模なアップデートは続いている。日本語は使用できないが、システム上は日本と同じなのでアカウントを作れば楽しむことができる。中国語以外に英語(ローマ字)での会話も可能。
一部の日本人は台湾のサーバーで活動している。アカウント作成などの方法を記載している個人サイトもある。
有料アイテムは「MyCard」という台湾で販売しているプリペイドカードを、代行業者を通して購入し、それのシリアルコードとパスワードをゲーム上で入れて課金する。代行業者の価格は1000ポイント3500円程度で、業者によっては台湾ドルで価格が変動している。
アイテムのゲーム内価格は消耗品は日本版より安く、武器装備類は高めである。ゲームの寿命は長く、5年から10年以上続けているゲームも多数ある。
日本で修正された経験値のバグが未修正であるため、特定の条件でチームを組んで狩りをすると莫大な経験値を得ることができ、急速にレベルアップが可能だが、NPCの育成ができずプレイヤーのレベルのみ極端に上がるという難点がある。日本語版で未実装であったNPCのアンジェラ、コピュアの転送は実装された。金曜日に行われているイベントの15ステージが強化されて20ステージまでになったりと日本語版に比較して変化の大きいものもある。
その他、キャラクターCV、技のCVは日本語であるが声優は日本とは異なっている。屋台の名称に日本語で「わんだ焼き」と付いていたり(キャラクターが付ける名前ではなく、画像に付いている)日本語の表記もまれに見ることができる。
Wonderland Onlineには他にIGG社が提供する英語版もあったが2019年1月にサービスが終了した。主にスマートホンでゲーム可能な「手機版」としてサードパーティから提供されている。